# Aneflomorpha opacicornis
Aneflomorpha opacicornis är en skalbaggsart som beskrevs av Linsley 1957. Aneflomorpha opacicornis ingår i släktet Aneflomorpha och familjen långhorningar. Inga underarter finns listade i Catalogue of Life.